# Trumeau

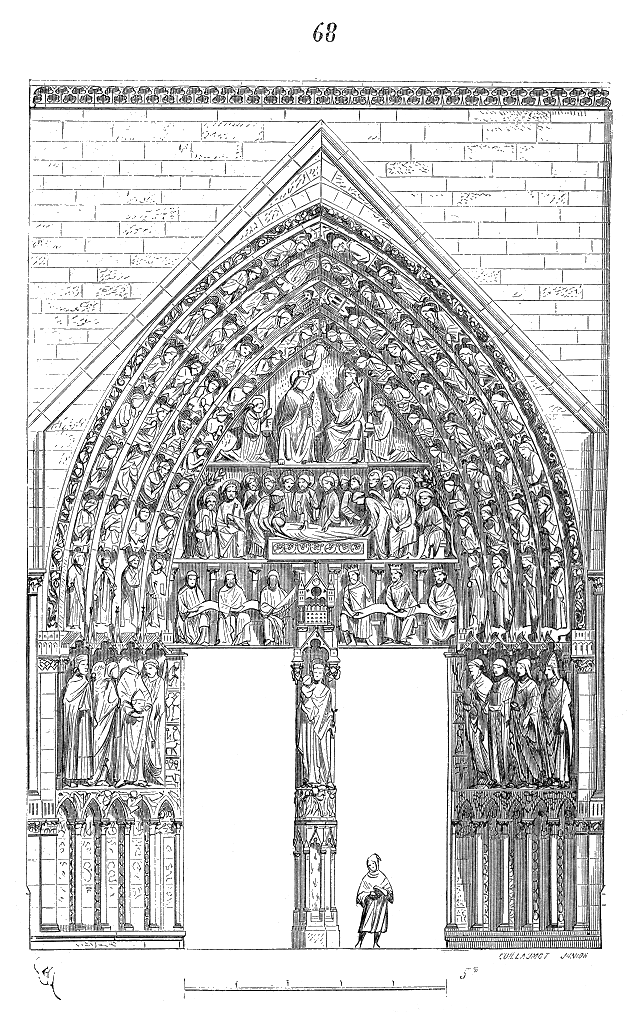
Portal wraz z trumeau w Katedrze Notre-Dame w Paryżu

Trumeau (z fr.) - pionowy element portalu, podtrzymujący tympanon. Usytuowany jest między skrzydłami drzwi. Charakterystyczny zwłaszcza dla architektury średniowiecznej, gdy często bywał zdobiony rzeźbiarsko.

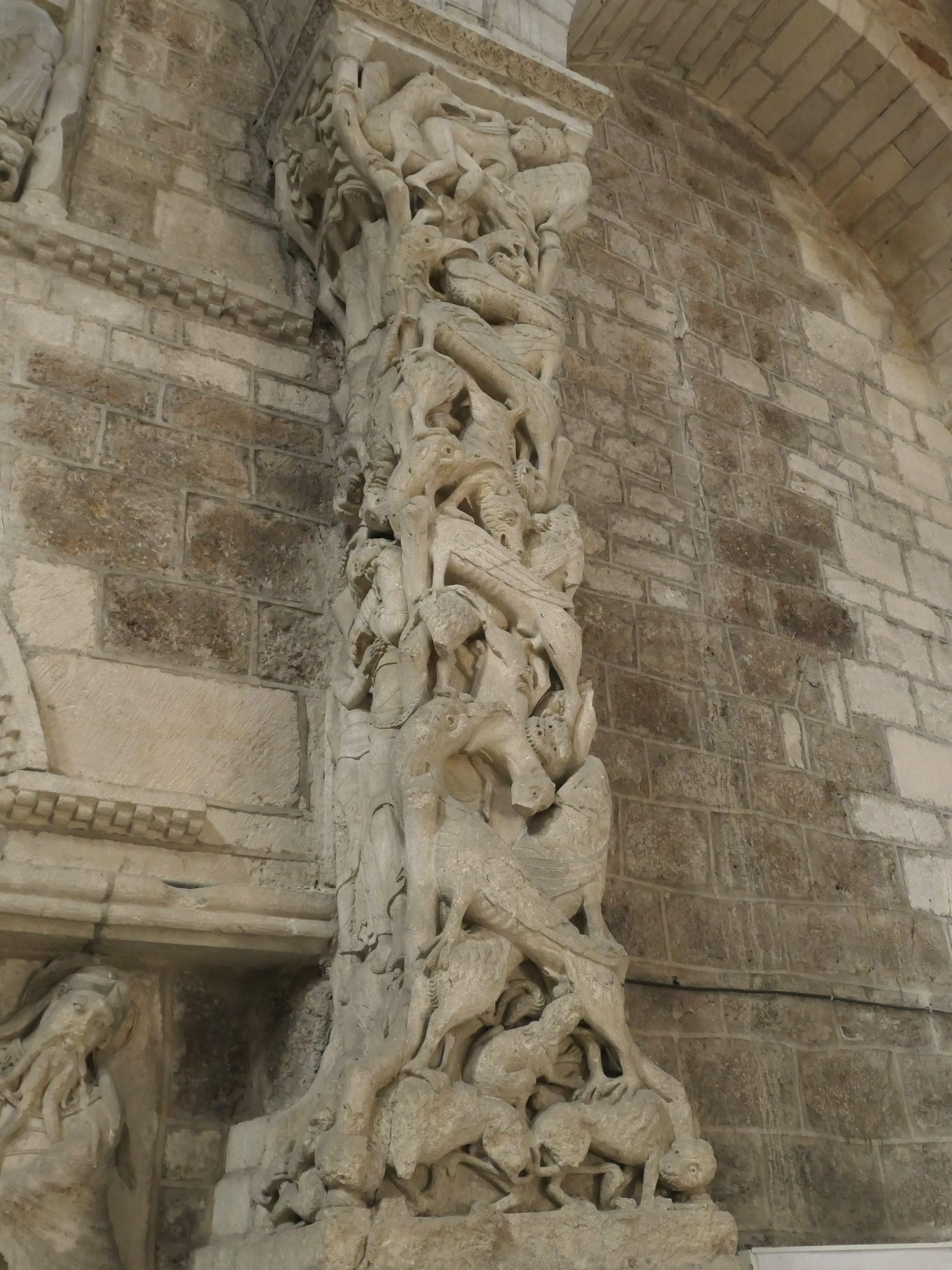
Trumeau w Opactwie Najświętszej Marii Panny w Souillac, ok. 1125
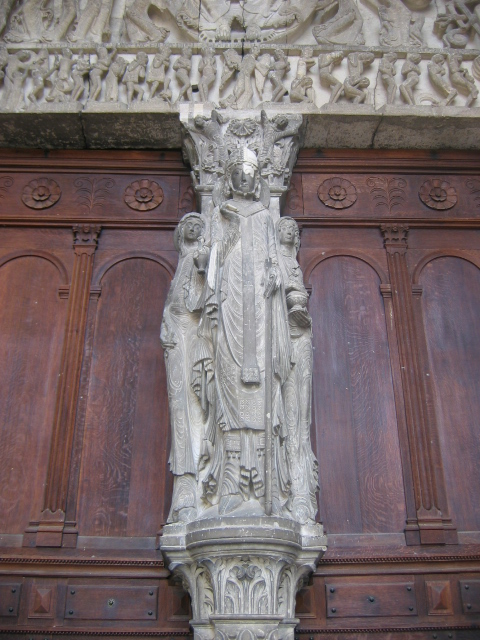
Trumeau w portalu katedry w Autun autorstwa Gislebertusa, ok. 1130
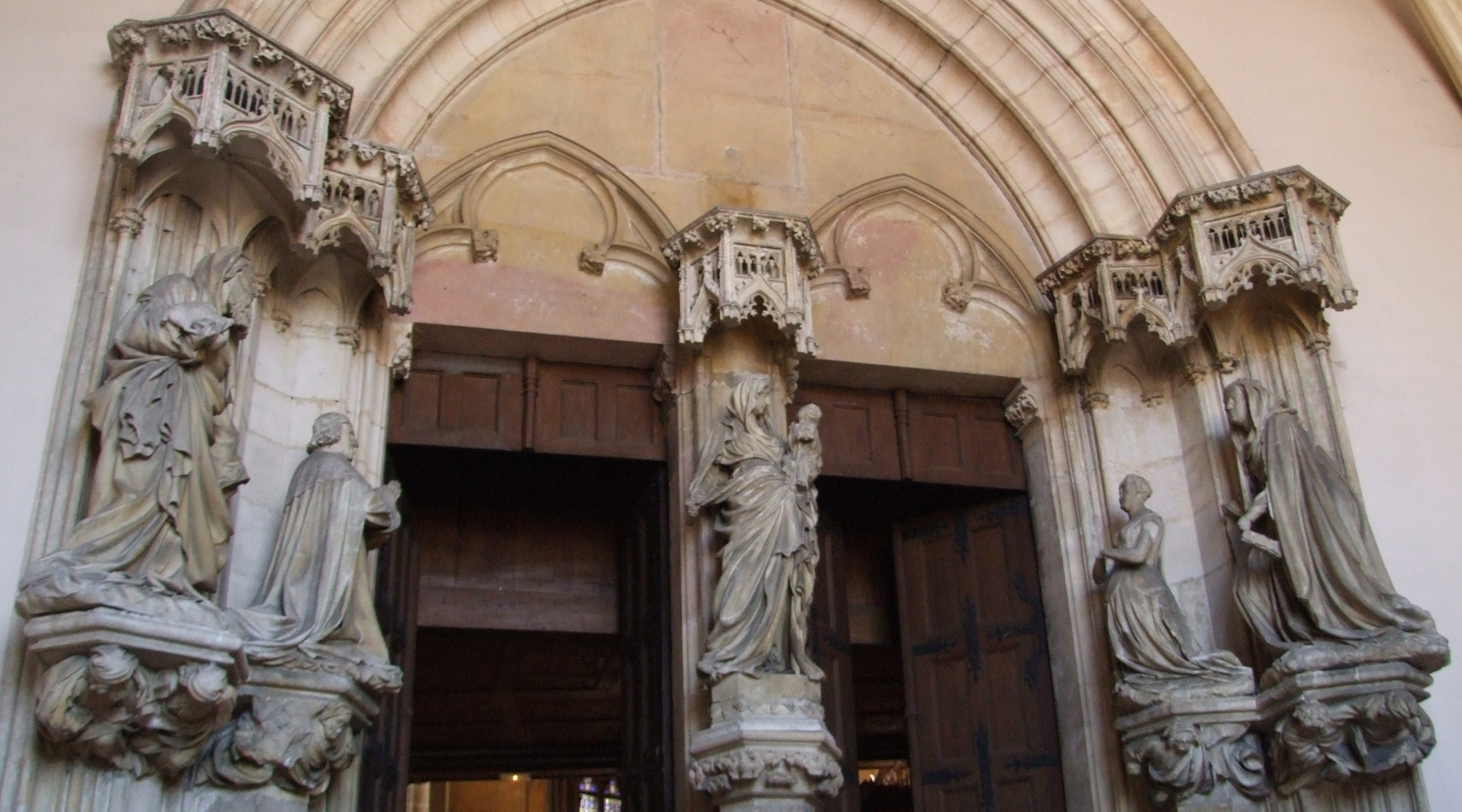
Trumeau (w centrum) w portalu kartuzji w Champmol
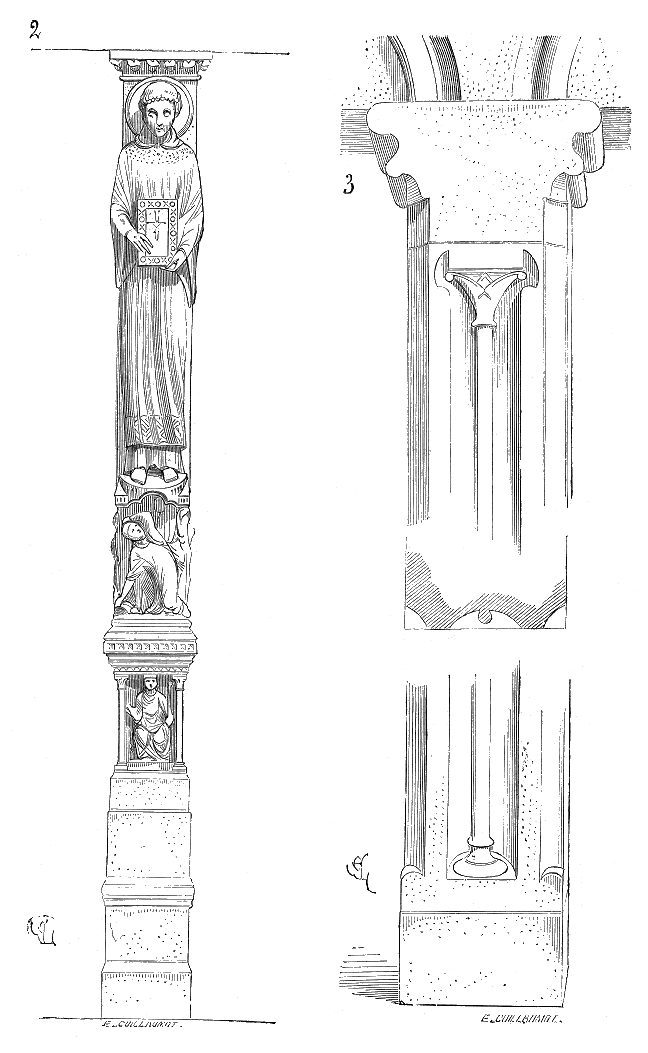
Trumeau z katedry w Sens (z lewej) i kościoła w Souvigny (z prawej)